# Lake Bluff
Lake Bluff – wieś w Stanach Zjednoczonych, w stanie Illinois, w hrabstwie Lake.